# Skellig Michael
Skellig Michael (ga. Sceilig Mhichíl) znana też pod nazwą Great Skellig (ga. Sceilig Mhór) – skalista irlandzka wyspa położona na Oceanie Atlantyckim, 11,6 kilometra od półwyspu Iveragh w hrabstwie Kerry; około 1 kilometra na północny wschód od Skellig Michael leży druga z wysp Skellig – Little Skellig.
Skellig Michael ma powierzchnię 0,226 km² i jako rezerwat przyrody jest własnością Ministerstwa Środowiska, Społeczności i Samorządu Lokalnego Irlandii. Status rezerwatu wyspa uzyskała w 1988 roku ze względu na znajdujące się tam kolonie i miejsca lęgowe ptaków. Za zarządzanie wyspą odpowiada Office of Public Works.
W 1996 roku wyspę wpisano na listę światowego dziedzictwa UNESCO ze względu na znajdujący się na niej średniowieczny klasztor. Został on założony prawdopodobnie w VII wieku i był użytkowany do XIII wieku, kiedy to mnisi przenieśli się na stały ląd. Na Skellig Michael znajdują się także dwie latarnie morskie z XIX wieku – jedna nadal czynna.

## Geologia
Masy skalne, z których zbudowana jest wyspa, zostały uformowane w dewonie, około 400 milionów lat temu. Składają się one z piaskowców oraz mułowców i zlepieńców. Przez kolejne miliony lat, w wyniku powstawania uskoków oraz erozji, w centrum wyspy uformowała się leżąca na wysokości 130 metrów n.p.m. depresja zwana Christ's Valley lub Christ's Saddle. Znajduje się ona pomiędzy dwoma szczytami wyspy – South Peak (218 m n.p.m.) i szczytem wschodnim (185 m n.p.m.), na którym leży klasztor.

## Fauna i flora

### Ptaki

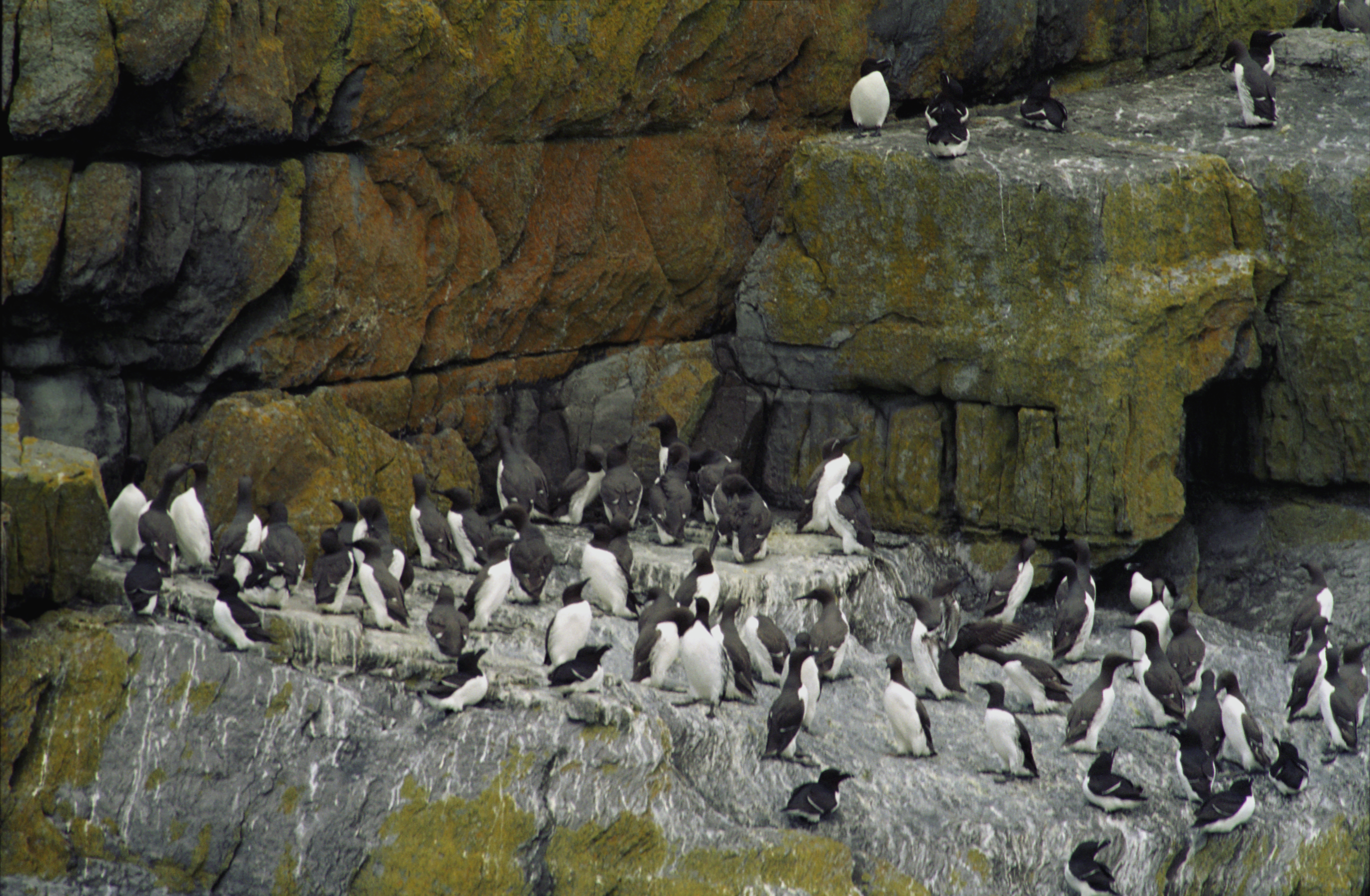
Kolonia alek zwyczajnych na Skellig Michael

Na wyspie Skellig Michael oraz wyspach Blasket i Puffin znajdują się największe siedliska burzyków północnych i nawałników burzowych na świecie. Inne ptaki rozmnażające się na wyspie to nurzyki zwyczajne, fulmary zwyczajne, mewy trójpalczaste oraz maskonury zwyczajne.
Ptaki spotykane na wyspie w mniejszych ilościach to:
- nawałniki duże
- kormorany czubate
- mewy żółtonogie
- mewy srebrzyste
- mewy siodłate
- alki zwyczajne
- wrończyki
- kruki zwyczajne
- świergotki nadmorskie

W niektórych latach na wyspie obserwuje się także sokoły wędrowne.

### Ssaki
Spośród zwierząt morskich na wyspie spotyka się foki szare.
Innymi ssakami obecnymi na wyspie są myszy domowe oraz króliki europejskie, które zostały sprowadzone na wyspę przez pracowników latarni morskiej w XIX wieku.

### Roślinność

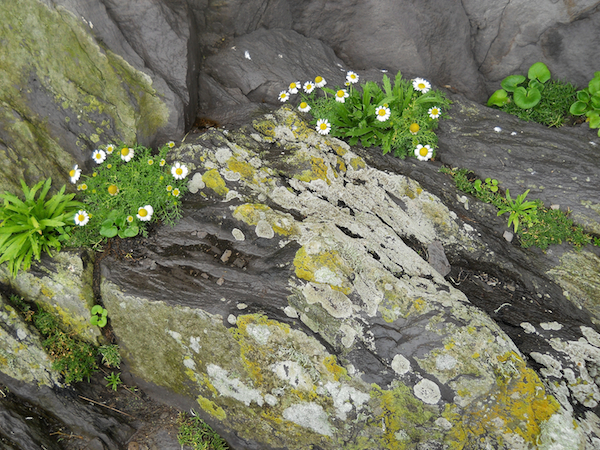
Porosty i niewielkie rośliny na Skellig Michael

Ze względu na ciężkie warunki takie jak cienka warstwa gleby, duże nachylenie powierzchni, wysokie zasolenie gleby oraz mocne wiatry na wyspie rosną jedynie niewielkie rośliny, np. trawy, paprocie oraz porosty.
Najpowszechniejszymi gatunkami roślin na wyspie są zawciąg pospolity, Silene uniflora, Spergularia rupicola, kostrzewa czerwona, szczaw kędzierzawy i maruna nadmorska.
Przeprowadzone w 2009 roku badanie ujawniło występowanie na wyspie 128 gatunków porostów oraz dwóch gatunków grzybów naporostowych. Odkryto między innymi:
- jeden gatunek nie spotykany do tej pory w Irlandii i Wielkiej Brytanii: Lecania poeltii
- 3 gatunki nie spotykane dotąd w Irlandii: Bacidia sipmanii, Bacidia sipmanii i Caloplaca sorediella
- 2 gatunki mające status „narażonych” w Czerwonej księdze gatunków zagrożonych: Degelia ligulata i Ramalina chondrina
- 4 gatunki mające status „bliskich zagrożenia” w Czerwonej księdze gatunków zagrożonych: Anaptychia ciliaris mamillata, Opegrapha areniseda, Porina curnowii i Rinodina roboris armeriicola
- wiele rzadko spotykanych w Irlandii gatunków.

## Historia
Pierwsze informacje o klasztorze na wyspie Skellig Michael pojawiają się w martyrologium Martyrology of Tallaght, które powstało w pod koniec VIII wieku w klasztorze w Tallaght. W księdze tej znajduje się odwołanie do Suibne ze Skellig, który był jednym z mnichów z klasztoru lub nawet jego założycielem. Samo założenie klasztoru mogło nastąpić w VII wieku, lub zgodnie z legendą głoszącą jakoby jego założycielem miał być święty Fionán, nawet w VI wieku.
W najwcześniejszych dokumentach miejsce określane jest jedynie jako Skellig. Nazwa Skellig Michael pojawia się dopiero w Kronikach Czterech Mistrzów z roku 1044, istnieje więc prawdopodobieństwo, iż dopiero wtedy zostało poświęcone świętemu Michałowi.
Oprócz Suibne, z całego okresu istnienia klasztoru znane są imiona jedynie czterech zakonników:
| Rok  | Imię     | Źródło                                          |
| ---- | -------- | ----------------------------------------------- |
| 824  | Étgal    | Annals of Ulster, Annals of Inisfallen          |
| 882  | Flann    | Annals of Inisfallen                            |
| 950  | Blathmac | Kroniki Czterech Mistrzów                       |
| 1044 | Aed      | Annals of Inisfallen, Kroniki Czterech Mistrzów |

Prawdopodobnie trudne warunki pogodowe na wyspie, takie jak częste sztormy, zmusiły w trzynastym wieku mnichów do przeniesienia się na stały ląd do Ballinskelligs, a Skellig Michael było wykorzystywane jedynie sezonowo. Zakonnicy z Ballinskelligs opiekowali się wiernymi pielgrzymującymi na wyspę oraz zabudowaniami klasztornymi.
Wyspa znajdowała się w rękach zakonników do roku 1578, kiedy w wyniku powstania Desmondów królowa Elżbieta I rozwiązała wiele zakonów. Wtedy właśnie wyspa została przekazana w prywatne ręce rodziny Butlerów, której własnością pozostawała do roku 1820.
W roku 1820 wyspa została odkupiona od Johna Butlera przez firmę „Corporation for Preserving and Improving the Port of Dublin” (poprzednik Commissioners of Irish Lights) w celu wybudowania na niej dwóch latarni morskich. Budowę zakończono w roku 1826.
Od roku 1880 Skellig Michael znajduje się pod opieką Office of Public Works.

## Zabudowania

### Klasztor
Główne zabudowania klasztorne znajdują się na szczycie wschodnim i składają się z zabudowy wewnętrznej, w skład której wchodzą:
- dwa oratoria
- kościół świętego Michała
- 7 kamiennych cel w kształcie uli
- pozostałości latryny
- zbiorniki na wodę
- cmentarz
- trzy leacht[23]
- krzyże i kamienne płyty

Zabudowa zewnętrzna to dwa tarasy nazywane górnym i dolnym ogrodem.

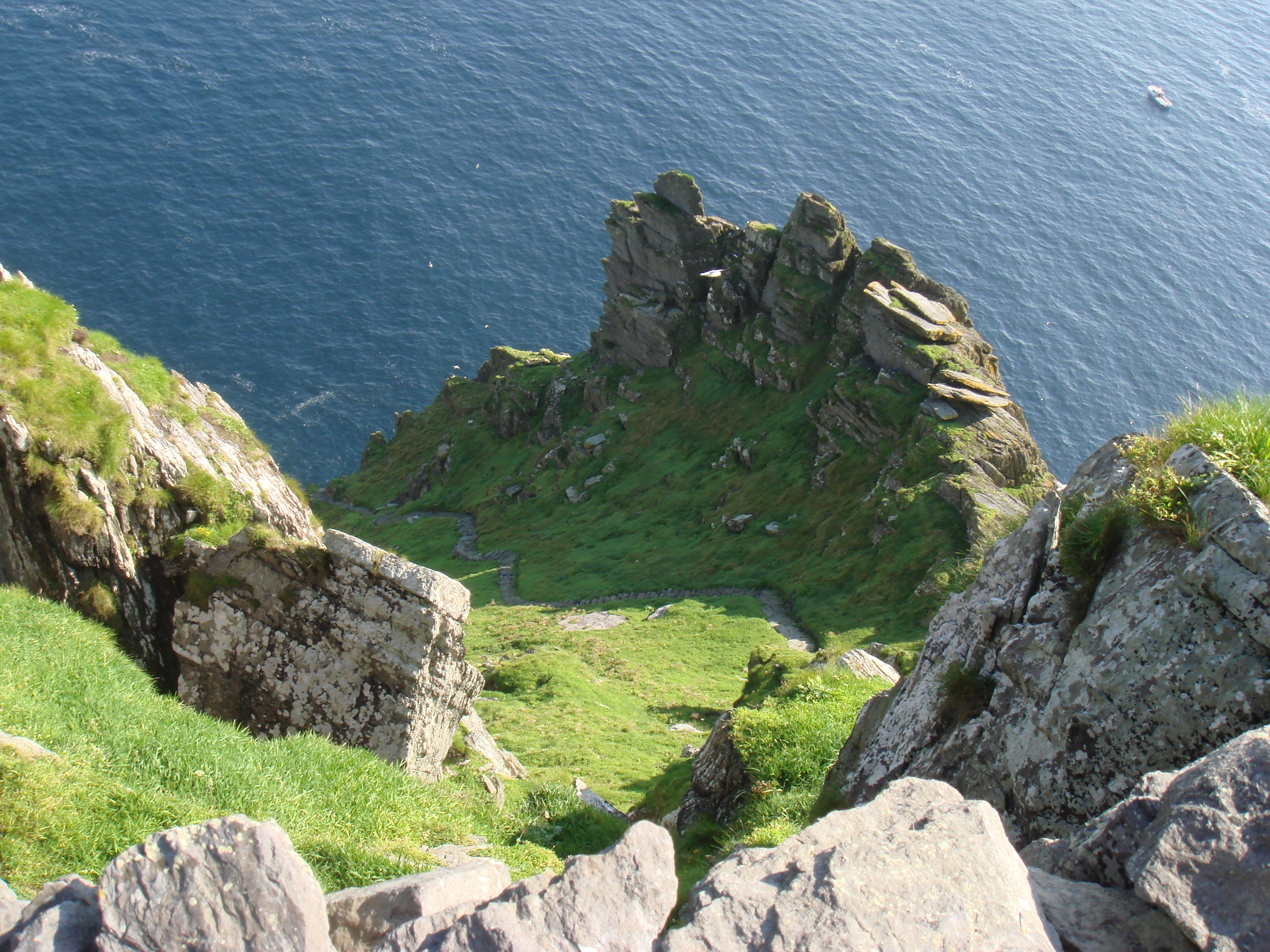
Schody prowadzące do klasztoru

Do klasztoru z trzech różnych nabrzeży prowadzą trzy ciągi schodów (schody wschodnie, południowe i północne). Wykonane są one ze stopni wyciętych w skale, a na wyższej wysokości ułożonych z kamiennych płyt. Dolne części schodów wschodnich i południowych zostały zniszczone podczas budowy przystani i drogi do latarni morskiej po roku 1820.
Zabudowania klasztorne otoczone są murami, które zapewniały mnichom ochronę przed wiatrem oraz tworzyły mury oporowe umożliwiające utworzenie tarasów.

#### Duże oratorium

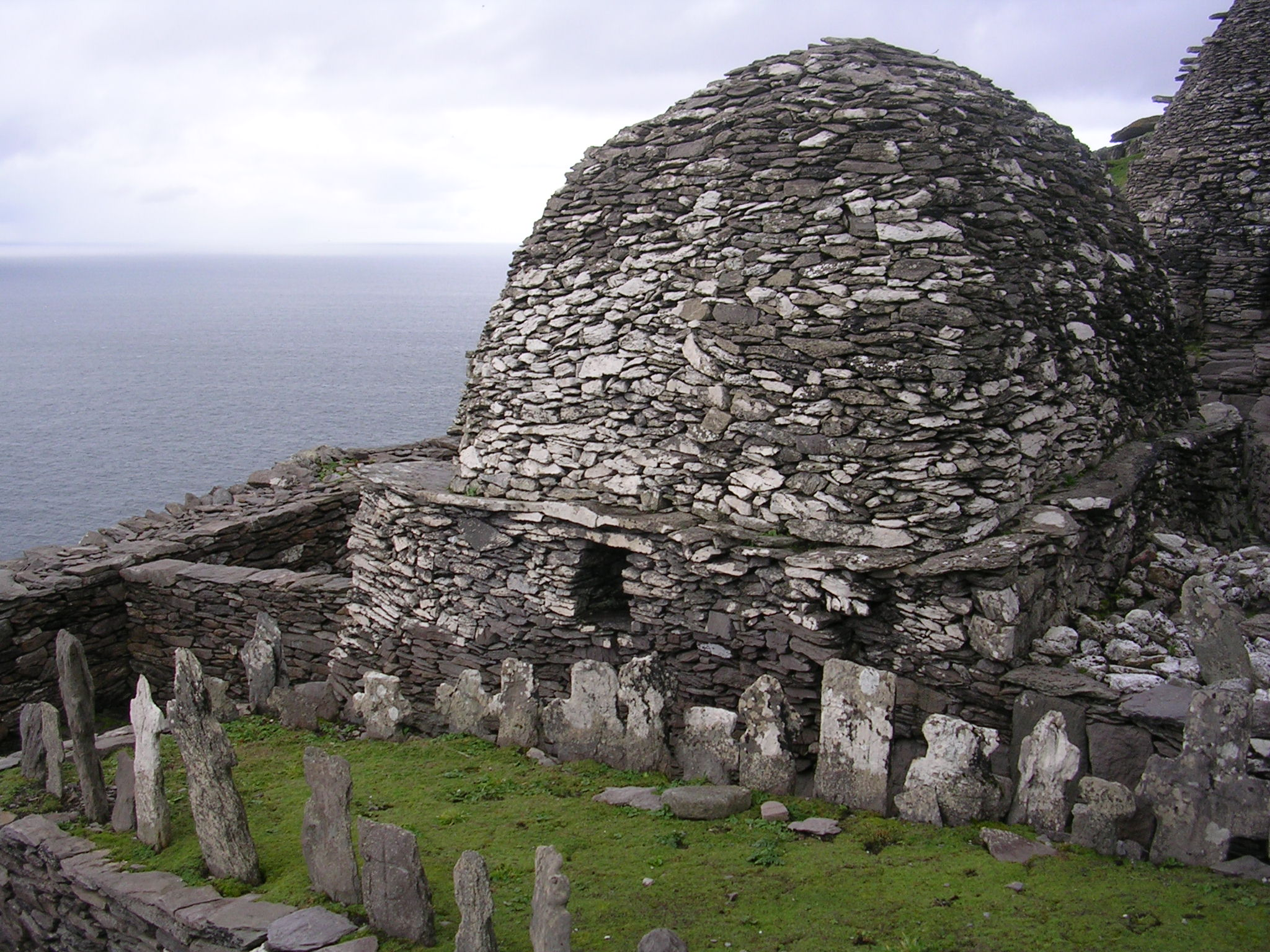
Duże oratorium

Duże oratorium jest jednym z dwóch oratoriów znajdujących się w klasztorze. Jest to kamienny budynek o kształcie odwróconej łodzi z drzwiami we wschodniej ścianie i oknem na ścianie wschodniej. Wnętrze oratorium oparte jest na planie prostokąta o wymiarach 3,45 m na 2,35 m i ma wysokość 2,3 m, od której zaczyna się kopuła. Ściany oratorium mają około 1,2 metra grubości. Na zewnętrznej ścianie nad drzwiami znajduje się krzyż z białego kwarcu, jednak jest to dodatek późniejszy.

#### Taras małego oratorium
Taras małego oratorium położony jest niedaleko centrum klasztoru, jednak nie są widoczne z niego inne zabudowania. Ze względu na jego wysunięcie na północny wschód widoczna jest z niego wyspa Little Skellig. Na tarasie tym oprócz małego oratorium znajdują się także pozostałości latryny oraz jedno z leacht.
Małe oratorium leży w centralnej części tarasu. Jego wewnętrzne wymiary to 2,4 m na 1,8 m i 2,4 metry wysokości. We wschodniej ścianie znajduje się okno.
Latryną nazywany jest mały budynek o wewnętrznych wymiarach 1,3 m na 1 m położony w północnym murze tarasu. Grubość murów tego budynku wynosi 0,64 m, a same mury zachowały się jedynie na wysokość 0,82 m.

#### Cele

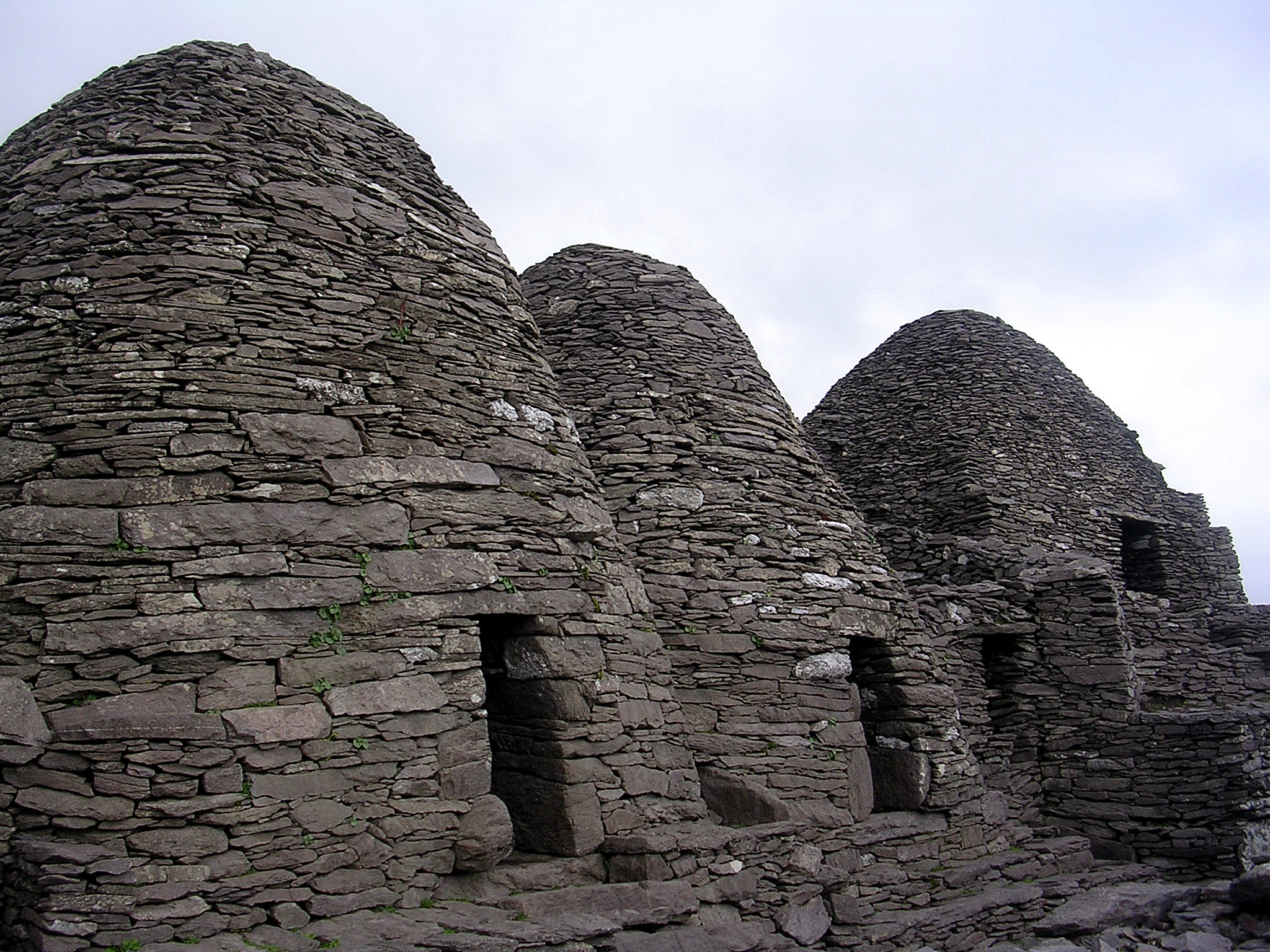
Cele

Na terenie klasztoru znajduje się siedem kamiennych cel zbliżonych kształtem do uli. Wszystkie – z wyjątkiem celi G – mieszczą się w zabudowie wewnętrznej.
Największą z nich jest cela A o wewnętrznych wymiarach 4,6 m na 3,8 m i wysokości 5 metrów. Ściany celi mają przy podstawie grubość 1,8 metra i są zbudowane z małych płaskich kamieni. Drzwi posiadają podwójne (wewnętrzne i zewnętrzne) nadproża. Na podłodze zachowała się większość oryginalnej posadzki.
Cela B znajduje się na wschód od celi A. Zbudowana jest z dużych kamieni. Jej wewnętrzne wymiary to 2,75 m na 2,75 m i 3 m wysokości. W ścianach znajdują się dwie nisze. Większość posadzki pochodzi z XIX wieku.
Cela C jest bardzo podobna do celi B. Została ona prawdopodobnie wybudowana jako ostatnia. Jej wymiary to 2,75 m na 2,65 m.
Zbudowana na planie litery D cela D jest najprawdopodobniej najwcześniejszą celą jaka przetrwała w zabudowie wewnętrznej. Cela ta aktualnie jest zrujnowana – znajdowała się w takim stanie już w momencie konstrukcji celi C.

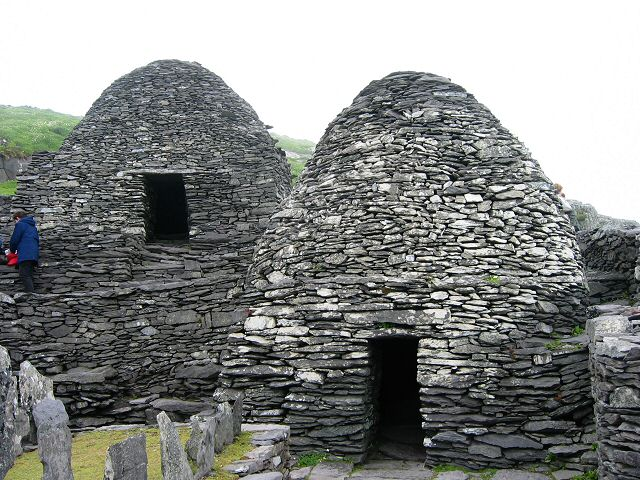
Cela E (po lewej) i F (po prawej)

Cela E znajduje się na wyższym poziomie niż pozostałe cele. Zbudowana jest z małych kamieni. Jej wewnętrzne wymiary to 3,65 m na 3,58 m i prawie 4 metry wysokości.
Cela F ma wymiary 2,98 m na 2,75 m. Do wysokości około 60 centymetrów narożniki są dobrze zarysowane, powyżej tej wysokości cela zaokrągla się.
Cela G znajduje się w dolnym ogrodzie. Zachowała się tylko jej północna ściana do wysokości dwóch metrów. Cela G zbudowana jest na planie okręgu o średnicy wnętrza 3,9 metra, jej ściany mają 1,3 metra grubości i zbudowane są z małych płaskich kamieni. Była ona prawdopodobnie wykorzystywana przez budowniczych latarni morskiej w XIX wieku. Do zawalenia się ścian celi doszło najprawdopodobniej w tym okresie w wyniku obsunięcia się południowej ściany wewnętrznej zabudowy.

#### Kościół świętego Michała
Kościół znajduje się na wschód od dużego oratorium. Zbudowany jest na planie kwadratu; jego drzwi znajdują się w ścianie północnej, zaś w ścianie wschodniej znajduje się okno.
Widoczne są dowody na to, że kościół budowano w dwóch etapach. Pierwotny, mniejszy kościół wykonany z dużych bloków kamiennych został rozbudowany z wykorzystaniem kamieni podłużnych.

### Pustelnia na South Peak
Pierwsze informacje o zabudowaniach na South Peak pojawiły się już w 1841 roku, ale fakt istnienia tam oratorium został potwierdzony dopiero ponad 10 lat później. Szczegółowe badania szczytu zostały przeprowadzone dopiero w połowie lat 80. dwudziestego wieku.
Pustelnia składa się z trzech oddzielnych tarasów:
- tarasu z ogrodem
- tarasu oratorium
- tarasu zewnętrznego

Na tarasach na South Peak znajdują się:
- oratorium
- ołtarz
- leacht
- ławka
- zbiorniki na wodę
- kaplica

Na South Peak odnaleziono także krzyże i kamienne płyty.
Oratorium jest budynkiem o wewnętrznych wymiarach 2,3 na 2 m, z wejściem na zachodniej ścianie. Przy wschodniej ścianie oratorium znajdują się pozostałości ołtarza. Obok oratorium znajdują się wycięte w skale zbiorniki na wodę oraz pozostałości leacht o wymiarach 1,1 m na 1,6 m. Leacht było prawdopodobnie wykorzystywane jako ołtarz.

### Latarnie morskie
Na wyspie znajdują się dwie latarnie morskie: dolna i górna oddane do użytku w roku 1826. Aktualnie użytkowana jest jedynie latarnia dolna, korzystania z latarni górnej zaprzestano w maju 1870 roku. Od tego czasu latarnia ta wraz z zabudowaniami popada w ruinę.
Dostęp do dolnej latarni z przystani jest możliwy dzięki wykonanej podczas budowy latarni (w XIX wieku) drodze. Droga ta prowadzi następnie do latarni górnej.

#### Historia
Przed rokiem 1800 planowano budowę latarni morskiej na pobliskiej wyspie Valentia ze względu na brak latarni pomiędzy przylądkiem Loop Head a wyspą Cape Clear, lecz plany te zostały odłożone. Po interwencji Maurice Fitzgeralda, w 1820 roku jako lokalizację dla latarni wybrano Skellig Michael. Zdecydowano się jednak na budowę dwóch latarni, aby zapobiec pomyleniu ich z innymi latarniami znajdującymi się w okolicy. Jeszcze tego samego roku podjęto działania mające na celu odkupienie wyspy do rodziny Butlerów. Prace na wyspie rozpoczęto w sierpniu 1821.
W czasie trwania prac na Skellig Michael wykonano trzy raporty z ich postępu. Pierwszy – z kwietnia 1823 – zawiera informacje o przygotowywaniu i budowie dróg. W momencie wykonania kolejnego raportu, w marcu 1824, prace nad latarniami nie były jeszcze rozpoczęte. Dopiero podczas wykonywania ostatniego raportu – ze stycznia 1826 – dolna latarnia była gotowa, natomiast prace nad górną nie zostały jeszcze rozpoczęte. W sierpniu tego samego roku, kiedy obie latarnie były już prawie gotowe, podjęto decyzję, że zostaną one uruchomione 4 grudnia 1826. Oprócz samych latarni na wyspie wybudowano także mieszkania dla obsługi oraz budynki gospodarcze. Prace wykończeniowe trwały jeszcze przez znaczną część kolejnego roku. Całkowity koszt budowy latarni wyniósł 45 721 funtów 5 szylingów i 10 pensów.
Obie latarnie świeciły światłem stałym i używały lamp Arganda. Światło górnej latarni znajdowało się na wysokości 121,3 metra nad poziomem morza i było widoczne z odległości 40,2 kilometra, natomiast dolnej – na wysokości 53,3 metra i było widoczne z odległości 29 kilometrów.
Górną latarnię wyłączono 1 maja 1870 roku, po oddaniu do użytku latarni morskiej na wyspie Tearaght.
W roku 1904 pojawiła się propozycja zbudowania na wyspie nowej latarni o mocniejszym świetle, jednak zdecydowano się na poprawę działania istniejącej latarni i zamontowanie na wyspie sygnału mgłowego. Nowe światło zamontowano 22 grudnia 1909. Była to lampa o jasności 120 000 kandeli dająca 3 krótkie błyski co 10 sekund.
Sygnał mgłowy, po wielu problemach z jego działaniem i długich przestojach w pracy, został zlikwidowany w sierpniu 1960.
W 1962 podjęto decyzję o modernizacji latarni. W budynkach mieszkalnych założono oświetlenie elektryczne i centralne ogrzewanie oraz zbudowano łazienkę. Zwiększono też pojemność zbiorników na paliwo oraz wodę. Zburzono także wieżę latarni, a na jej miejscu postawiono nową. Ostatecznie 25 maja 1967 oddano do użytku nową latarnię, z nowym elektrycznym światłem o jasności 1 800 000 kandeli.
Kolejną modernizację wykonano w 1987 roku – wycofano latarników, a działanie latarni zostało zautomatyzowane. W 2001 roku zmieniono zasilanie latarni, tak aby mogła ona korzystać z energii słonecznej. Wymieniono także lampy na takie o mniejszej mocy, co zmniejszyło zasięg latarni do 19 mil morskich.

## Ochrona
Skellig Michael objęta jest kilkoma różnymi formami ochrony. Ze względu na swoją wartość archeologiczną jest pomnikiem narodowym (ang. National Monument). W 1998 roku wyspa została też rezerwatem przyrody ze względu na kolonie i znajdujące się na niej miejsca lęgowe ptaków.

### Ochrona UNESCO
Skellig Michael zostało nominowane do wpisania na listę światowego dziedzictwa UNESCO 23 października 1995. Na listę zostało ono wpisane na 20 sesji Komitetu Światowego Dziedzictwa UNESCO w 1996 roku na podstawie kryteriów III i IV.
W 2012 roku oficjalna nazwa obiektu została zmieniona na nazwę irlandzką: Sceilg Mhichíl.

## Wykopaliska archeologiczne
Wykopaliska archeologiczne na Skellig Michael prowadzone są od połowy lat 80. dwudziestego wieku.
| Lata      | Miejsce                                                                                          |
| --------- | ------------------------------------------------------------------------------------------------ |
| 1986-1987 | - taras małego oratorium - wschodnie wejście do wewnętrznej zabudowy - duże oratorium            |
| 1988      | południowe wejście do dolnego ograodu                                                            |
| 1990      | zachodnia strona górnego ogrodu                                                                  |
| 1993-1996 | dolny ogród                                                                                      |
| 1996-1997 | - zbiorniki na wodę - zachodnia strona wewnętrznej zabudowy                                      |
| 1998-1999 | - południowe wejście do wewnętrznej zabudowy - miejsca pochówku oraz leacht przy dużym oratorium |
| 2000      | - wschodnie wejście do wewnętrznej zabudowy - prace konserwacyjne na cmentarzu                   |
| 2001-2002 | prace konserwacyjne na wschodnich i północnych schodach                                          |
| 2003      | podstawa wschodnich schodów                                                                      |
| 2004-2008 | South Peak: - taras oratorium - taras z ogrodem                                                  |
| Źródło:   |                                                                                                  |

Podczas wykopalisk na terenie klasztoru odnaleziono trzy miejsca pochówku z kośćmi w naturalnym ułożeniu oraz szczątki przynajmniej pięciu innych osób. Badania sugerują, że byli to dorośli mężczyźni oraz dzieci w wieku od 9 do 11 lat. Dwa z kompletnych szkieletów odnaleziono niedaleko leacht przy dużym oratorium, natomiast trzeci na zewnątrz kościoła świętego Michała. Wszystkie szkielety pochodzą z okresu pomiędzy dziesiątym a trzynastym wiekiem.
Oprócz szkieletów na terenie klasztoru odnaleziono także około 110 innych artefaktów. Znaleziska z okresu średniowiecza to między innymi: mały żelazny nóż z drewnianą rączką, szpila z brązu, ceramika, szpila z kości. Większość odnalezionych artefaktów pochodzi jednak z dziewiętnastego wieku i jest pozostałością po robotnikach budujących latarnie morskie. Obiekty z tego okresu to między innymi ceramika i gliniane fajki.

## Turystyka

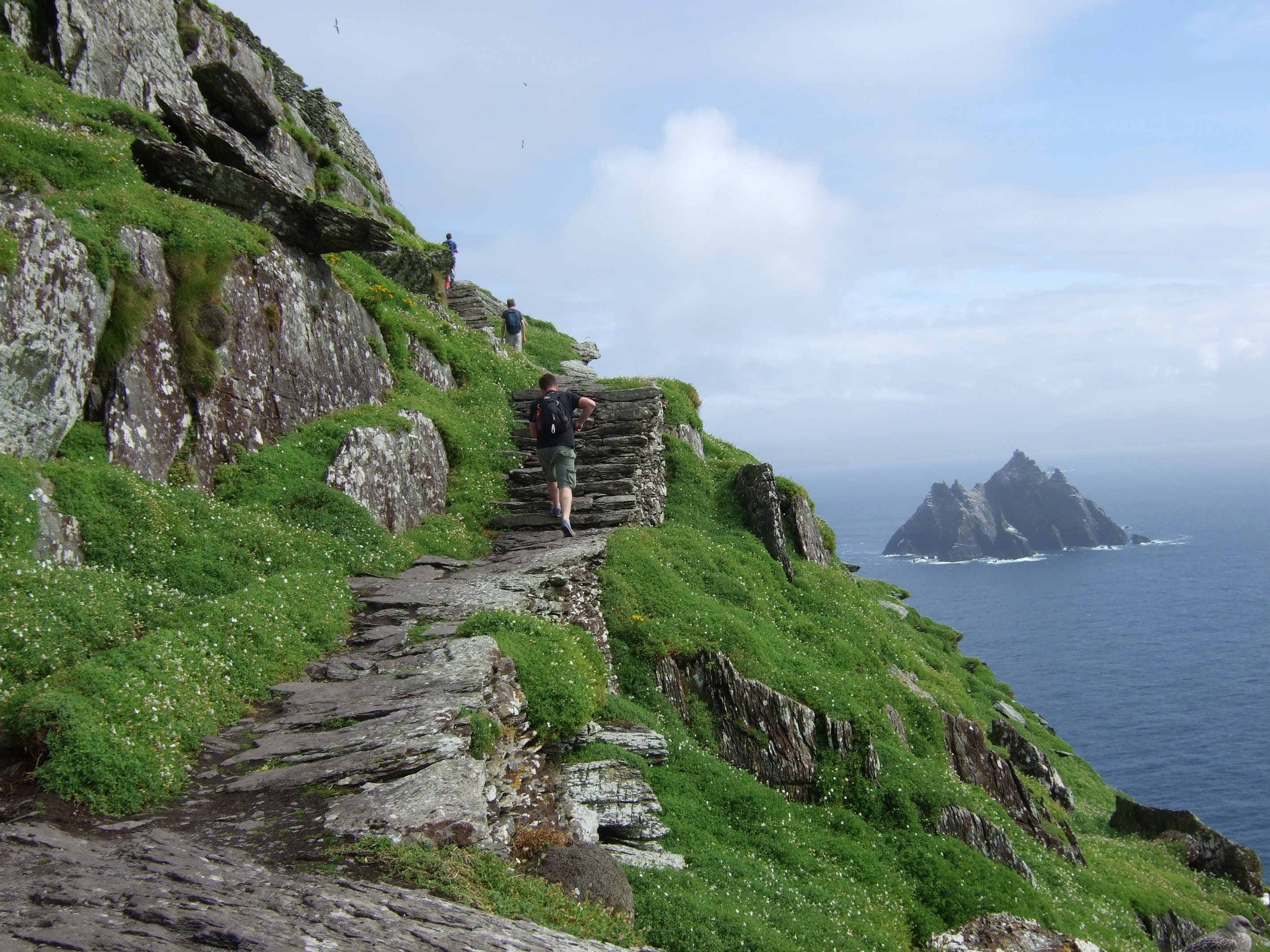
Turyści w drodze do klasztoru

Ze względu na stan morza i warunki pogodowe odwiedzanie wyspy możliwe jest jedynie podczas sezonu letniego – najczęściej od drugiej połowy maja do końca września. Na wyspę można dostać się za pomocą łodzi odpływających z Knightstown, Portmagee, Ballinskelligs i Derrynane, które lądują w zatoce Blind Man’s Cove, następnie turyści udają się drogą prowadzącą do latarni w kierunku południowych schodów.
Maksymalna dzienna liczba odwiedzających została ograniczona przez Office of Public Works do 180 osób ze względu na przypadkowe lub celowe zniszczenia, jakie były powodowane przez odwiedzających. Średnia roczna liczba turystów odwiedzających wyspę wynosi 11 100.
Od 1987 roku Office of Public Works zapewnia na wyspie przewodników. Ze względu na odizolowanie miejsca podczas sezonu turystycznego przewodnicy czasowo zamieszkują na wyspie (2 tygodnie na wyspie, a następnie tydzień wolnego). W 2008 roku zatrudnionych było 5 przewodników, z czego jednocześnie na Skellig Michael przebywały 3 osoby, a w okresie mniejszego ruchu turystycznego, na początku i końcu sezonu, dwie.
Ze względów bezpieczeństwa turyści nie mają wstępu do dolnego ogrodu, fragmentu wewnętrznej zabudowy na południe od dużego oratorium oraz na taras małego oratorium. Pozostałe miejsca są dostępne, a niedostępne fragmenty są w pełni widoczne z innych miejsc.

## Odniesienia w kulturze
Klasztor na Skellig Michael był inspiracją dla piosenki Loreeny McKennitt pod tytułem „Skellig” z albumu The Book of Secrets. Inspiracja pojawiła się po przeczytaniu książki Thomasa Cahilla Jak Irlandczycy ocalili cywilizację, a następnie odwiedzeniu klasztoru we włoskiej miejscowości Bobbio, założonego przez irlandzkiego mnicha Kolumbana Młodszego.
David Almond w swojej powieści dla dzieci zatytułowanej Skellig wykorzystał słowa „Skellig” i „Michael” jako imiona głównych bohaterów. Książka opowiada o chłopcu imieniem Michael, który po przeprowadzce do nowego domu odnajduje w garażu dziwne stworzenie – pół sowę, pół anioła, które przedstawia mu się jako Skellig. W 2009 roku na podstawie książki powstał film Skelling. Czlowiek-sowa.
Skellig Michael pojawia się w finalnej scenie Gwiezdne wojny: Przebudzenie Mocy. Pierwsze informacje o filmowaniu na wyspie pojawiły się w lipcu 2014. Zgoda na filmowanie na wyspie została wydana pomimo negatywnych opinii ze strony organizacji BirdWatch Ireland oraz UNESCO. W roku 2015 po raz kolejny wydano zgodę na filmowanie scen do kolejnej, ósmej części serii. BirdWatch Ireland po raz kolejny zwróciła uwagę na fakt, że nie została przeprowadzona analiza wpływu, jaki może mieć obecność ekipy filmowej oraz filmowanie nocnych scen z pokładu helikoptera na ptactwo zamieszkujące na wyspie. Podczas filmowania doszło do dwóch incydentów, podczas których nieznacznie uszkodzone zostały obiekty na wyspie.